# George Harvey Vachell
Rev. George Harvey Vachell (Littleport, 1799 – 1839) è stato un botanico britannico.
Trasferitosi in Cina nel 1828 come cappellano della Compagnia britannica delle Indie orientali, risiedette a Macao sino al 1836, dedicando il suo tempo libero alla raccolta di piante esotiche e scoprendo numerosi nuovi taxa. Il materiale da lui raccolto fu affidato ai botanici William J. Hooker e John Lindley che ne curarono la descrizione formale.

## Riconoscimenti
Il genere Vachellia Wight & Arn. (Fabaceae) è un omaggio al suo nome.